# Arthur Barclay
Arthur Barclay, né le 31 juillet 1854 à Bridgetown à la Barbade et mort le 10 juillet 1938 à Monrovia, est le quinzième président du Liberia entre 1904 et 1912.

## Biographie
Barclay est né à Bridgetown, Barbade, le 31 juillet 1854, le dixième des douze enfants d'Anthony et Sarah Barclay. Il est le père d'Anthony Barclay, qui siège à la Cour suprême du Libéria, et l'oncle du 18e président, Edwin Barclay.
Son premier professeur est sa sœur aînée, Antoinette Barclay. Il est ensuite entré au département préparatoire du Liberia College, sous la direction d'Anthony T. Ferguson. Après avoir suivi le cours prescrit, il s'est inscrit au département collégial et a obtenu un baccalauréat ès arts de la promotion de 1873.

## Liens
- Notice dans un dictionnaire ou une encyclopédie généraliste :   - Britannica